# Pronuncia dell'occitano
La pronuncia dell'occitano secondo la norma classica segue delle regole di lettura molto costanti e regolari, salvo poche eccezioni.

## Il principio delle grafie inglobanti
La lingua occitana è caratterizzata da una notevole frammentazione dialettale, che comporta differenze di pronuncia a seconda della regione interessata. La norma classica ha perciò adottato il sistema della grafia "inglobante" o "di supporto": ad una grafia invariabile per tutto il mondo occitanofono corrispondono regole di pronuncia differenti a seconda dei dialetti. La coesione della lingua è così garantita da un diasistema che codifica le corrispondenze interdialettali.
Stabilito che non c'è una pronuncia standard dell'occitano, bensì una pluralità di pronunce regionali a fronte di una scrittura unitaria, tra tutti i dialetti occitani quello più sovente adottato come modello di pronuncia standard è la variante linguadociana, che per la sua centralità geografica corrisponde spesso alla pronuncia intermedia tra tutti gli altri dialetti.
Nelle tabelle qui sotto riportate la pronuncia base è quindi quella della Linguadoca, mentre le altre varianti regionali sono riportate laddove si discostano dallo standard centrale. I principali dialetti regionali della lingua occitana sono, oltre al linguadociano, il guascone, il limosino, l'alverniate, il provenzale (col nizzardo) e il vivaroalpino. Per quest'ultimo dialetto, vengono riportate soprattutto le tendenze fonetiche del vivaroalpino orientale (alpino), mentre il vivaroalpino occidentale (vivarodelfinese) ha una pronuncia molto simile a quella dell'alverniate.

## Vocali
| grafema                                                          | pronuncia regolare (linguadociano)                           | altre pronunce regionali |
| ---------------------------------------------------------------- | ------------------------------------------------------------ | --- |
| a in generale                                                    | [a]                                                          | alverniate e limosino: - [a] se è tonica - [ɒ] se è prima dell'accento tonico |
| -a finale, atona                                                 | [ɔ]                                                          | nizzardo e vivaroalpino: [a] (anche verso Nîmes, Montpellier, Sète e in tutta l'Alvernia del sud) |
| -as finale, terminazione atona                                   | [ɔs]                                                         | - provenzale: [ɔ] ([ɔs/es] nei verbi alla 2ª persona del singolare) - nizzardo: [a] ([as/es] nei verbi alla 2ª persona del singolare) - vivaroalpino: [as] - alverniate: [a] - limosino: [aː]                      |
| -an finale, terminazione tonica                                  | [a] ([an] in certe parole straniere)                         | - provenzale, nizzardo, vivaroalpino: [aⁿ] - limosino e alverniate: [ɔ] ([aⁿ] in certe parole straniere) (questa pronuncia si trova anche nelle parlate linguadociane e vivaroalpine del Massiccio Centrale)       |
| -an finale, terminazione atona nei verbi alla 3ª persona plurale | [ɔn]                                                         | - provenzale, nizzardo, vivaroalpino, alverniate, limosino: [ɔⁿ] - Nota - A fianco della pronuncia di riferimento [ɔn], [ɔⁿ], si può sentire anche [un], [uⁿ] in molti dialetti. Quando è tonica si pronuncia [ʊⁿ] |
| à                                                                | [a]                                                          | |
| á                                                                | [ɔ]                                                          | - provenzale e nizzardo: [e] - linguadociano orientale: [ɛ] |
| ai                                                               | [aj]                                                         | provenzale, vivaroalpino, alverniate, limosino: - [aj] se tonica - [ej] se atona |
| au                                                               | [aw]                                                         | provenzale, vivaroalpino, alverniate, limosino: - [aw] se tonica - [ɔw] se atona |
| è                                                                | [ɛ]                                                          | - alverniate: [e] - lemosin: [e], ma si non si fa molta distinzione tra [e] e [ɛ]. |
| e, é                                                             | [e]                                                          | - alverniate: [ə/ɪ] - limosino: [e], ma si non si fa molta distinzione tra [e] e [ɛ]. |
| i                                                                | * [i] * [j] dopo una vocale * [i] o [j] davanti a una vocale | |
| í                                                                | [i]                                                          | |
| -ion finale                                                      | [ju]                                                         | - provenzale: [juⁿ (jeⁿ)] - nizzardo, vivaroalpino: [juⁿ] - limosino: [ju (i)] |
| ò                                                                | [ɔ]                                                          | nizzardo: [wa] in generale, ma [ɔ] in certe parole (anche [wɔ, ɔ] in certe parlate provenzali, linguadociane, vivaroalpine e alverniati                                                                            |
| ó                                                                | [u]                                                          | |
| o                                                                | * [u] * [u] o [w] davanti a una vocale                       | |
| oi, ói                                                           | [uj]                                                         | limosino: [wej] (anche in provenzale marittimo) |
| oï, oí                                                           | [ui] o [wi]                                                  | |
| u                                                                | * [y] * [w] dopo una vocale * [y] o [ɥ] davanti a una vocale | In certe parlate della costa mediterranea, u passa da [y] a [œ]. |
| ue                                                               |                                                              | - guascone: ue [we] - limosino: ue [œ] - vivaroalpino, nizzardo, provenzale: ue [ɥe] |
| uè                                                               | [ɥɛ]                                                         | - alverniate: uè [œ] |
| uò                                                               | [jɔ (ɥɔ)]                                                    | |

### Vocale +sin limosino e alverniate
- In limosino, una s a fine sillaba è spesso muta, ma allunga la pronuncia della vocale precedente:
  - as, às, (ás) [aː]
  - es, és [ej]
  - (ès) [e] a fine parola
  - is, ís [iː]
  - òs [ɔː]
  - os, ós [uː]
  - us, ús [yː]
  - s si pronuncia sempre nelle parole straniere.

- In alverniate, una s a fine sillaba è spesso muta, e non allunga la vocale precedente. 
  - as, às, (ás) [a]
  - es, és [ɪj]
  - ès [e] a fine parola
  - is, ís [i]
  - òs [ɔ]
  - os, ós [u]
  - us, ús [y]
  - Per contro, s si pronuncia davanti a c/qu, p, t, ch (almeno nell'alverniate del sud).
  - s si pronuncia sempre nelle parole straniere.

## Consonanti
| grafema                                | pronuncia regolare (linguadociano)                                                                | altre pronunce regionali |
| -------------------------------------- | ------------------------------------------------------------------------------------------------- | --- |
| b                                      | [b] ([β] tra due vocali o al contatto con [ɾ], [l] e [z])                                         | - provenzale, nizzardo, vivaroalpino, limosino: [b] - alverniate: - [b] - [bj] davanti a i, u ma dopo e ed a suona [ɸ] e diventa spesso sorda |
| -b finale                              | [p]                                                                                               | provenzale, alverniate, limosino: muta (raramente: [p] nelle parole straniere) |
| bt                                     | [tt]                                                                                              | - limosino, alverniate, provenzale, nizzardo, vivaroalpino: [t] |
| c                                      | * [k] * [s] davanti a e, i                                                                        | - alverniate: - [k] - [kj] davanti a u - [s] davanti a e - [ʃ] davanti a i |
| -c finale                              | [k]                                                                                               | provenzale, alverniate, limosino: muta (raramente: [k] nelle parole straniere) |
| ç                                      | [s] davanti a a, o, u                                                                             | - alverniate: - [s] davanti a a, o - [ʃ] davanti a u |
| -ç finale                              | [s]                                                                                               | - alverniate, limosino: muta (raramente: [s] nelle parole straniere) - provenzale: [s] (ma muta dopo un dittongo) |
| cc solamente davanti a e, i            | [ts]                                                                                              | - guascone: [ks (ts)] - limosino, vivaroalpino, nizzardo, provenzale: [ks (s)] - alverniate: - [ks] davanti a e - [kʃ] davanti a i |
| ch                                     | [tʃ]                                                                                              | - limosino: [ts] (anche in certe parlate linguadociane, vivaroalpine e provenzali) - alverniate: - [ts] - [tʃ] davanti a i, u |
| -ch finale                             | [tʃ]                                                                                              | - alverniate, limosino: muta (raramente: [ts] nelle parole straniere) - provenzale: muta (raramente: [tʃ] nelle parole straniere) |
| d                                      | [d] ([ð] tra due vocali o al contatto con [ɾ], [l] e [z])                                         | - provenzale, nizzardo, vivaroalpino, limosino: [d] - alverniate: - [d] - [dj] davanti a i, u |
| -d finale                              | [t]                                                                                               | - provenzale, alverniate, limosino: muta (raramente: [t] nelle parole straniere) |
| dd                                     | [dd]                                                                                              | provenzale, nizzardo, vivaroalpino, alverniate, limosino: [d] |
| f                                      | [f]                                                                                               | - alverniate: - [f] - [fj] davanti a i, u |
| g                                      | * [ɡ] ([ɣ] tra due vocali o al contatto con [ɾ], [l] e [z]) * [dʒ] davanti a e, i                 | - guascone: - [ɡ] ([ɣ] tra due vocali o al contatto con [ɾ], [l] e [z]) - [ʒ] davanti a e, i - provenzale, nizzardo, vivaroalpino: - [ɡ] - [dʒ] davanti a e, i - limosino: - [ɡ] - [dz] davanti a e, i (anche in certe parlate linguadociane, vivaroalpine e provenzali) - alverniate: - [ɡ] - [ɡj] davanti a u - [dz] davanti a e - [dʒ] davanti a i |
| -g finale                              | * [k] * [tʃ] in certe parole                                                                      | - limosino, alverniate, provenzale: muta |
| gd                                     | [t]                                                                                               | - guascone, limosino, alverniate, provenzale, nizzardo, vivaroalpino: [d] |
| gu davanti a e, i                      | [ɡ] ([ɣ] tra due vocali o al contatto con [ɾ], [l] e [z])                                         | - provenzale, nizzardo, vivaroalpino, limosino: [ɡ] - alverniate: - [ɡ] davanti a e - [ɡj] davanti a i |
| gü (o gu, dieresi facoltativa)         | [ɡw] ([ɣw] tra due vocali o al contatto con [ɾ], [l] e [z])                                       | provenzale, nizzardo, vivaroalpino, alverniate, limosino: [ɡw] |
| h                                      | muta                                                                                              | - guascone: [h] |
| j                                      | [dʒ]                                                                                              | - guascone: [ʒ] - limosino: [dz] (anche in certe parlate linguadociane, vivaroalpine e provenzali) - alverniate: - [dz] - [dʒ] davanti a i, u |
| k                                      | [k]                                                                                               | - alverniate: - [k] - [kj] davanti a i, u |
| l                                      | [l]                                                                                               | - alverniate: - [l] - [lj] davanti a i, u |
| -l finale                              | [l]                                                                                               | - [l] in generale - Ma nella maggior parte dei dialetti, la -l finale è muta nelle parole accentuate sulla penultima sillaba. |
| ll                                     | [ll]                                                                                              | provenzale, nizzardo, vivaroalpino, alverniate, limosino: [l] |
| lh                                     | [ʎ]                                                                                               | provenzale: [j] |
| -lh finale                             | [l]                                                                                               | provenzale, nizzardo, alverniate, limosino: [j] |
| m                                      | * [m] in generale * [m] davanti a p, b, m * [n] davanti ad una consonante diversa da p, b, m      | - guascone: - [m] in generale - [m] davanti a p, b, m, n, s - [n] davanti a una consonante diversa da p, b, m, n, s - limosino, vivaroalpino, nizzardo, provenzale: - [m] in generale: - [ⁿ] davanti a una consonante (seminasalizzazione della vocale precedente) - alverniate: - [m] - [mj] davanti a i, u - [ⁿ] davanti a una consonante (seminasalizzazione della vocale precedente) |
| -m finale                              | [n]                                                                                               | - limosino, alverniate, provenzale, nizzardo: [ⁿ] (seminasalizzazione della vocale precedente) - vivaroalpino: - [m] - [ⁿ] nei verbi alla 1ª persona plurale (seminasalizzazione della vocale precedente) - guascone: [m] |
| mm                                     | [mm]                                                                                              | provenzale, nizzardo, vivaroalpino, alverniate, limosino: [m] |
| n                                      | * [n] * [m] davanti a p, b, m * [ŋ] davanti a c/qu, g/gu * [ɱ] davanti a f                        | - provenzale, nizzardo, vivaroalpino, limosino: - [n] - [ⁿ] davanti a una consonante (seminasalizzazione della vocale precedente) - alverniate: - [n] - [nj] davanti a i, u - [ⁿ] davanti a una consonante (seminasalizzazione della vocale precedente) |
| -n finale                              | muta in generale ([n] in certe parole)                                                            | - alverniate, limosino: muta in generale ([ⁿ] in certe parole: seminasalizzazione della vocale precedente) - provenzale, nizzardo, vivaroalpino: [ⁿ] (seminasalizzazione della vocale precedente) |
| nn                                     | [nn]                                                                                              | provenzale, nizzardo, vivaroalpino, alverniate, limosino: [n] |
| -nd finale -nt finale                  | [n]                                                                                               | - limosino, alverniate, provenzale: [ⁿ] (seminasalizzazione della vocale precedente) - nizzardo: [ⁿt, ⁿ] - vivaroalpino: [ⁿt] |
| nh                                     | [ɲ]                                                                                               | |
| -nh finale                             | [n]                                                                                               | - limosino, alverniate, provenzale, nizzardo: [ⁿ] (seminasalizzazione della vocale precedente) - guascone, vivaroalpino: [ɲ] |
| p                                      | [p]                                                                                               | - alverniate: - [p] - [pj] davanti a i, u |
| -p finale                              | [p]                                                                                               | - provenzale, alverniate, limosino: muta (raramente: [p] nelle parole straniere) - nizzardo: - [p] in generale - [w] nelle tre parole còp, tròp, cap = [ˈtʀɔw, ˈkɔw, ˈkaw] che si possono scrivere anche tròup, còup, caup (cap in senso geografico si pronuncia [ˈkaw], mentre cap in senso gerarchico si pronuncia [ˈkap]) |
| qu                                     | [k]                                                                                               | - alverniate: - [k] - [kj] davanti a i |
| qü (o qu, dieresi facoltativa)         | [kw]                                                                                              | |
| r                                      | * [ɾ] apicale breve * [r] apicale lunga in principio di parola * [r] apicale lunga davanti a n, l | - provenzale, nizzardo: - [ʀ] uvulare in generale - [ɾ] apicale breve tra due vocali - vivaroalpino, alverniate, limosino: [ɾ] apicale breve o anche, eventualmente, [ʀ] uvulare |
| rr tra due vocali                      | [r] apicale lunga                                                                                 | - provenzale, nizzardo: [ʀ] uvulare - vivaroalpino, alverniate, limosino: [ɾ] apicale breve o anche, eventualmente, [ʀ] uvulare |
| -r finale                              | muta in generale ([ɾ] in certe parole)                                                            | - limosino: - [ɾ] - muta nei verbi che all'infinito terminano per -ar [a], -ir [i], -er [ej] - muta nelle terminazioni -ier, -er. - muta dopo un dittongo - alverniate: - [ɾ] - muta nei verbi che all'infinito terminano per -ar [a], -ir [i], -er [ɪj] - muta nelle terminazioni -èir, -er, -dor. - muta dopo un dittongo - provenzale, nizzardo: - [ʀ] - muta nei verbi che all'infinito terminano per -ar [a], -ir [i], -er [e] - muta nelle terminazioni -ier, -er, -dor. - muta dopo un dittongo - vivaroalpino: [ɾ]; si pronuncia in ogni genere di terminazione, e mai nei verbi all'infinito |
| -rm finale                             | [ɾ]                                                                                               | - provenzale, nizzardo: [ʀ] - vivaroalpino: [ɾm] |
| -rn finale                             | [ɾ]                                                                                               | - provenzale: [ʀ] - nizzardo: [ʀp] - vivaroalpino: [ɾn] |
| s                                      | * [s] * [z] tra due vocali                                                                        | - alverniate: - [s] - [ʃ] davanti a i, u - [z] tra due vocali - [ʒ] tra due vocali e davanti a i, u |
| -s finale                              | * [s] * muta in certe parole come pas, pus, res, dins davanti a consonante                        | - guascone: [s] - alverniate, limosino: - muta in generale ([s] nelle parole straniere) - pur essendo muta, può influenzare la pronuncia della vocale precedente (cfr. il paragrafo "Vocale + s") - provenzale, nizzardo: - [s] - muta dopo un dittongo - muta in certe parole come pas, pus, ges, dins - muta nei plurali che terminano per -s - tuttavia, -s muta si pronuncia nuovamente [z] davanti a una parola che comincia per vocale |
| ss tra due vocali                      | [s]                                                                                               | - alverniate: - [s] - [ʃ] davanti a i, u |
| sh                                     | [ʃ]                                                                                               | In guascone, la i è muta tra una vocale e sh: peish [ˈpeʃ] |
| t                                      | [t]                                                                                               | - alverniate: - [t] - [tj] davanti a i, u |
| -t finale                              | [t]                                                                                               | - provenzale, alverniate, limosino: muta (raramente: [t] nelle parole straniere) - vivaroalpino: - [t] - muta in certe parole, in particolare nei participi passati che terminano per vocale + -t |
| tg davanti a e, i tj davanti a a, o, u | [tʃ]                                                                                              | - guascone, provenzale, nizzardo, vivaroalpino: [dʒ] - limosino: [dz] (anche in certe parlate linguadociane, vivaroalpine e provenzali) - alverniate: - [dz] - [dʒ] davanti a i, u |
| tl                                     | [ll]                                                                                              | - limosino, alverniate: [ⁿl] - provenzale, nizzardo, vivaroalpino: [l] |
| tm                                     | [mm]                                                                                              | - limosino, alverniate: [ⁿm] - provenzale, nizzardo, vivaroalpino: [m] |
| tn                                     | [nn]                                                                                              | - limosino, alverniate: [ⁿn] - provenzale, nizzardo, vivaroalpino: [n] |
| tz tra due vocali                      | [ts]                                                                                              | - guascone, limosino, alverniate, provenzale: [dz] - vivaroalpino, nizzardo: [z] |
| -tz finale                             | [ts]                                                                                              | - provenzale, nizzardo, vivaroalpino: [s] - alverniate, limosino: muta |
| v                                      | [b] ([β] tra due vocali o al contatto con [r], [l] e [z])                                         | - provenzale, nizzardo, vivaroalpino, limosino: [v] - alverniate: - [v] - [vj] davanti a i, u |
| w                                      | [w], [b (β)] secondo le parole                                                                    | - provenzale, nizzardo, vivaroalpino, alverniate, limosino: [w], [v] secondo le parole |
| x                                      | * [ts] * [s] davanti a una consonante                                                             | - guascone: - [ks (ts)] - [ɡz (dz)] nel prefisso ex- davanti a una vocale - [s] davanti a una consonante - limosino, vivaroalpino, nizzardo, provenzale: - [ks (s)] - [ɡz (z)] nel prefisso ex- davanti a una vocale - [s] davanti a una consonante - alverniate: - [ks] - [kʃ] davanti a i, u - [ɡz] nel prefisso ex- davanti a una vocale - [ɡʒ] nel prefisso ex- davanti a i, u - [s] davanti a una consonante |
| y                                      | [i], [j] secondo le parole                                                                        | |
| z                                      | [z]                                                                                               | - alverniate: - [z] - [ʒ] davanti a i, u |
| -z finale                              | [s]                                                                                               | |

### Particolarità linguadociane
Bisogna anche notare che il linguadociano:
- ha uniformato le sequenze [ps], [ts] e [ks] con la pronuncia unitaria [ts]: los còps [lus ˈkɔts], los baobabs [luz βauˈβats], la sinòpsi [la siˈnɔtsi], los amics [luz aˈmits], occitan [utsiˈta], bòxa [ˈbɔtsɔ], fax [ˈfats].
- fa sovente un'assimilazione in un gruppo di due consonanti, in cui la prima consonante prende il suono della seconda: captar [katˈta], acte [ˈatte], subjècte [sydˈdʒɛtte], fotbòl [fubˈbɔl].

## Eccezioni
Rare sono le parole che si distinguono per una pronuncia irregolare.
- Amb (emb, dab) "con" è un'ortografia unificata che unisce delle pronunce molto diverse a seconda delle parlate:
  - linguadociano: amb [amb] davanti a vocale, [am] davanti a p, b, m, [an] davanti alle altre consonanti (pronunce più locali: [ambe, ame, abe, ɔmb, ɔn, ɔmbe, ɔnd, ɔnde...]).
  - provenzale: amb [am] davanti a vocale, [ame] davanti a consonante (pronunce più locali: [em, eme, me...])
  - nizzardo: emb [emb] davanti a vocale, [embe] davanti a consonante (pronunce più locali: [em, eme, me...])
  - vivaroalpino: amb [amb] davanti a vocale, [ambe] davanti a consonante (pronunce più locali: [ɔw, abu, bu...])
  - alverniate: amb [ɒmb] davanti a vocale, [ɒⁿ] davanti a consonante (pronunce più locali: [bej...])
  - limosino: emb (raramente amb) [emb (ɒmb)] davanti a vocale, [eⁿ (ɒⁿ)] davanti a consonante
  - guascone: dab [dap] (pronunce più locali: [tamb...])
- Paur "paura" si pronuncia in generale [ˈpɔw], ma si può pronunciare [ˈpaw] in alverniate e nizzardo.
- Nelle parole benlèu e bensai (guascone bensè) "forse", la n dell'elemento ben- non si pronuncia.
- Nelle parole tanben e tanplan "anche", le due n generalmente non si pronunciano, e tantomeno in provenzale, nizzardo e vivaroalpino.

## Segni diacritici
Qualche segno diacritico è impiegato per modificare o precisare la pronuncia delle lettere dell'alfabeto occitano.

- L'accento grave (`) può comparire su à, è, ò. In certe condizioni, indica che le vocali hanno un accento tonico e che hanno un suono aperto: 
  - à [a]
  - è [ɛ] (in alverniate [e])
  - ò [ɔ] (in nizzardo [wa, ɔ]

- L'accento acuto (´) può comparire su á, é, ó, í, ú. In certe condizioni, indica che le vocali hanno un accento tonico e che hanno un suono chiuso: 
  - á [ɔ] (in provenzale e nizzardo [e])
  - é [e] (in alverniate [ə/ɪ])
  - ó [u]
  - í [i]
  - ú [y].

- La dieresi (¨) può comparire su ï, ü. 
  - Indica che quelle lettere appartengono ad una sillaba diversa da quella della vocale precedente (ossia formano uno iato anziché un dittongo). Per esempio aü [a.y] fa parte di due sillabe distinte, mentre au [aw] costituisce una sillaba unica. Esempi: aï (arcaïc, païsatge), eï (Preïstòria), iï (in nizzardo, diïi per disiái), oï (Soïssa, oïstití), aü (aürós, ataüc), eü (reünir), oü (groüm). 
    - Nota 1 - L'accento grafico, posto dopo una vocale, indica che c'è uno iato e anche un accento tonico irregolare: país (ma païses, païsatge), Loís (ma Loïsa, Loïson), soís (ma soïssa, Soïssa), e in nizzardo aí (= òc).
    - Nota 2 - La sequenza oï/oí si legge come uno iato [u.i] ma si può anche leggere come un dittongo [wi]: Loís, Loïsa, Loïson, soís, soïssa, Soïssa. Differisce dalla sequenza oi/ói che si legge [uj]: conoissi, conóisser; in guascone, batoi, digoi.
    - Nota 3 - Il Conselh de la Lenga Occitana ha abbandonato la dieresi su ë nel 1997: poesia, coerent (e non più poësia*, coërent*).

  - La dieresi può anche essere utilizzata, facoltativamente, per indicare che nei gruppi gü [ɡw] e qü [kw] bisogna pronunciare la ü: lingüistica, igüana, bilingüe bilingüa, eqüacion, aqüifèr, ubiqüitat. Trattandosi di una dieresi facoltativa, si può anche scrivere linguistica, iguana, bilingue, equacion, aquifèr, ubiquitat. Nella pratica corrente del guascone, le parole molto usuali vengono scritte più frequentemente senza dieresi: guardar, quan, quate (eventualmente güardar, qüan, qüate).

- La cediglia (¸) può comparire sotto la ç. Indica que ç si pronuncia [s] davanti a a, o, u e a fine parola: balançar, çò, dançum, brèç. Senza la cediglia, la lettera c si pronuncerebbe [k] in quelle posizioni.

- Il punto interno (ponch interior; in guascone: punt interior) (·) si può trovare tra le seguenti consonanti: n·h e s·h. Viene utilizzato nel guascone. Indica che le lettere separate dal punto sono pronunciate separatamente: 
  - n·h [n]+[h] è diverso da nh [ɲ] Es.: la parola guascone in·hèrn (in altre varietà d'occitano: infèrn).
  - s·h [s]+[h] è diverso da sh [ʃ]. Es.: la parola guascone des·har (in altre varietà d'occitano: desfar).

Bisogna notare bene che i segni diacritici sono obbligatori sulle maiuscole così come sulle minuscole. Questa regola aiuta a rendere la lettura più precisa: Índia, Àustria, Sant Çubran, FÒRÇA, SOÏSSA, IN·HÈRN (e non India*, Austria*, Sant Cubran*, FORCA*, SOISSA*, INHERN*).

## Regole di accentuazione
In occitano, l'accento tonico può cadere:
- sull'ultima sillaba (parole tronche o ossitone);
- sulla penultima sillaba (parole piane o parossitone);
- sulla terzultima sillaba (parole sdrucciole o proparossitone): ciò è possibile solamente nel nizzardo e nel cisalpino, ma non nelle altre varietà dell'occitano.

In certi casi, l'accento tonico è indicato graficamente.
- a. L'accento tonico cade sull'ultima sillaba nelle parole che terminano:
  - per consonante: revelh, occitan, magnific.
  - per dittongo (vocale + -u o vocale + -i): progressiu, verai.

- b. L'accento tonico cade sulla penultima sillaba nelle parole che terminano:
  - per vocale o per vocale + -s: aiga, aigas, libre, libres, analisi, analisis, quilo, quilos, Osiris, virus.
  - per vocale + -n del plurale (nei verbi alla 3ª persona plurale): parlan, dison, guascone disen.
  - con il plurale provenzale in -ei, -eis: aquelei, aqueleis.

- c. L'accento tonico cade inoltre sulla penultima sillaba nelle parole che terminano per due vocali, quando formano uno iato (quando cioè fanno parte di due sillabe diverse e l'accento tonico cade sulla penultima vocale): Tanzania (accento tonico sulla i), filosofia (accento tonico sulla i), energia (accento tonico sulla i), assidua (accento tonico sulla u), estatua (accento tonico sulla u), avoï (avoe, avoo) (accento tonico sulla penultima o).

- d. Nelle parole che seguono le regole precedenti, le vocali toniche aperte è e ò si scrivono con un accento grave per distinguerle dalle vocali toniche chiuse e e o: tèsta ~ cresta; còrsa ~ corsa. 
  - Nota — In quel caso, il limosino non distingue è e e in generale: testa, cresta.

- e. Accentuazione irregolare — Le parole che non rispettano le regole (a), (b) e (c) hanno un accento tonico irregolare, che viene pertanto indicato sistematicamente con un accento grafico. Le vocali toniche aperte hanno quindi un accento grave (è, ò, à) e le vocali toniche chiuse un accento acuto (é, ó, á, í, ú).
  - Parole irregolari, che finiscono per vocale o vocale + -s: parlarà, parlaràs, teniá, teniás, cafè, cafès, casinò, casinòs, perqué, aquí, aquò, cangoró, precís.
  - Parole irregolari, che finiscono per consonante: crèdit, cóser, ténher, èsser, Fèlix, àngel, títol, cònsol.
  - Parole irregolari, verbi che finiscono per -n alla 3ª persona plurale: parlaràn, parlarián, guascone parlarén, guascone vengón.
  - Parole irregolari, che finiscono con due vocali, ma con l'accento tonico che cade prima: comèdia, gràcia, tendéncia, Varsòvia, lópia.
  - Secondo lo stesso principio, in nizzardo e cisalpino le parole accentuate sulla terzultima sillaba sono sempre accentuate graficamente: pàgina, ànima, síngaro, Mónegue.